# Обраний
«Обрані» (англ. The Chosen) — американська телевізійна драма, заснована на житті Ісуса Христа, яка створена та зрежисована американським кінорежисером Далласом Дженкінсом.
Творці серіалу сподіваються, що новий серіал буде відрізнятися від попередніх картин про Ісуса створивши історію на декілька сезонів, які будуть складатися з різних епізодів. Серіал буде зображати Ісуса «очима тих, хто зустрічався з Ним».

## Історія
Дженкінс випустив експериментальну концепцію для серіалу під назвою «Пастир» у 2017 році та розмістив його в соціальних мережах. Експеримент отримав понад 15 мільйонів переглядів і привернув увагу сервісу VidAngel. Так як дана компанія був втягнута в судовий процес про порушення авторських прав з великими голлівудськими студіями, вона вирішує звернулися до краудфандінгу, щоб зібрати гроші на виробництво першого сезону серіалу. VidAngel використала положення Закону «JOBS Act» від 2016, який дозволяє компаніям використовувати акціонерний краудфандінг, щоб запропонувати частку власності і доходи від компанії інвесторам в Інтернеті, а не звичайні «заохочення», які пропонуються регулярним краудфандингом.
Наприкінці першого збору коштів у січні 2019 року, проект зібрав понад $10,2 мільйонів доларів від 15 000 інвесторів, створивши Mystery Science Theatre 3000, як провідний телевізійний проект в історії кращого фінансування. За словами виконавчого продюсера Меттью Фараче, «Велика аудиторія якісних релігійних розважальних програм, які надто часто залишаються без уваги та є недооціненими Голлівудом, зробила гучну і безпомилкову заяву, що вона так прагне до контенту, який резонує. Ця аудиторія готова фінансувати існування серіалу Обрані.» Творці серіалу заявили, що бажають, щоб Обрані став найпопулярнішим серіалом всіх часів, побивши рекорд Гри престолів.
Перший сезон буде розповсюджуватися через VidAngel, а також його можна знайти на спеціальному вебсайті. Заплановано сім сезонів.

## Епізоди
| Сезон                | Епізоди              | Епізоди              | Оригінальний показ | Оригінальний показ |
| Сезон                | Епізоди              | Епізоди              | Перший показ       | Останній показ     |
| -------------------- | -------------------- | -------------------- | ------------------ | ------------------ |
| Пілот                | Пілот                | Пілот                | 24 грудня 2017     | 24 грудня 2017     |
| 1                    | 8                    | 8                    | 21 квітня 2019     | 26 листопада 2019  |
| 2                    | 8                    | 8                    | 4 квітня 2021      | 11 липня 2021      |
| Різдвяний спецвипуск | Різдвяний спецвипуск | Різдвяний спецвипуск | 1 грудня 2021      | 1 грудня 2021      |
| 3                    | 8                    | 8                    | 11 грудня 2022     | 7 лютого 2023      |
| 4                    | 8                    | 8                    | 2 червня 2024      | 30 червня 2024     |
| 5                    | 8                    | 8                    | 15 червня 2025     | 29 червня 2025     |

1. ↑  Епізоди 1 та 2 3 сезону вийшли для обмеженого кінотеатрального прокату 18 листопада 2022 року..[7]
2. ↑  Епізоди 7 та 8 3 сезону вийшли для обмеженого кінотеатрального прокату 2 лютого 2023 року..[8]
3. ↑  Усі епізоди 4 сезону вийшли в кінотеатрах до виходу в стрімінг: епізоди 1–3 — 1 лютого 2024 року, епізоди 4–6 — 15 лютого 2024 року, а епізоди 7–8 — 29 лютого 2024 року..[9]
4. ↑  Усі епізоди 5 сезону вийшли в кінотеатрах до релізу для потокового перегляду: епізоди 1–3 — 27 березня 2025 року, епізоди 4–6 — 3 квітня 2025 року, а епізоди 7–8 — 10 квітня 2025 року..[10]

Усього перший сезон складається з 8 серій.
| № | Назва                                                          | Режисер       | Сценарій        | Дата виходу |
| --- | -------------------------------------------------------------- | ------------- | --------------- | ----------- |
| 0 | Пастух (The Shepherd)                                          | Чад Гундерсен | Даллас Дженкінс | 25.12.2017  |
| Тривалість — 23 хвилини Цей короткий епізод, зроблений ще до того, як була задумана серія «Вибрані», - це сприйняття народження Ісуса Христа очима деяких місцевих пастухів: простих працюючих людей. Але ці прості чоловіки, особливо побожний молодий калік, відвідали потрясіння у світі - що почало змінювати цей світ назавжди. |                                                                |               |                 |             |
| 1 | Я назвав вас по імені (I Have Called You by Name)              | Чад Гундерсен | Даллас Дженкінс | 19.04.2019  |
| Тривалість — 54 хвилини Прем’єра серіалу - це вигаданий твір, в першу чергу зосереджений на передісторії Марії Магдалини. Це знайомить її з дитиною, а потім пропускає події безпосередньо перед тим, як вона зустріне Ісуса. Тут також представлено п'ять майбутніх апостолів Ісуса. |                                                                |               |                 |             |
| 2 | Шабат (Shabbat)                                                | Чад Гундерсен | Даллас Дженкінс | 19.04.2019  |
| Тривалість — 38 хвилин У цьому епізоді історії про Христа ми зосереджені на єврейській традиції щотижневої релігійної церемонії: Шабат або Субота. Нас торкають її простота і щирість, і краса. Ми дізнаємось більше про персонажів, які будуть слідувати за великим рабином із Назарету, а також дізнаємось ще трохи про Нього. |                                                                |               |                 |             |
| 3 | Ісус любить маленьких дітей (Jesus Loves the Little Children)  | Чад Гундерсен | Даллас Дженкінс | 19.04.2019  |
| Тривалість — 30 хвилин Цей прекрасний епізод "Вибрані" знайомить нас з деякими дітьми, які демонструють нам, як слухати Ісуса. Вони, природно, охоплені Його добротою та лагідністю з ними; і вони багато чого вчаться з Його простого послання любові та благодаті. |                                                                |               |                 |             |
| 4 | Скеля, на якій вона побудована (The Rock on Which it is Built) | Чад Гундерсен | Даллас Дженкінс | 19.04.2019  |
| Тривалість — 49 хвилин У цьому емоційному епізоді деякі рибалки, які не можуть сплатити важкі римські податки, знаходяться в кінці своїх канатів. Бізнес безглуздий; спроба угоди з посадовими особами пройшла погано, і вони знають, що в'язниця неминуча. Їм потрібно диво - і тоді вони стикаються з подорожнім учителем. Він каже їм, що перегляне їхню кар'єру: вони будуть ловити не більше риби, а чоловіків.                                                                    |                                                                |               |                 |             |
| 5 | Весільний подарунок (The Wedding Gift)                         | Чад Гундерсен | Даллас Дженкінс | 26.11.2019  |
| Тривалість — 54 хвилини У цьому прекрасному, щасливому епізоді ми вперше бачимо Ісуса у остаточний момент його дитинства, який дає нам важливі підказки до його кар’єри, що попереду. Швидкий перехід до дорослого життя: Він почав закликати послідовників, але спочатку вони розгублені. Так, вони вірять; що вони роблять далі? Але потім їх усіх запрошують на весілля в сусіднє місто; і, як завжди, відбувається щось дивовижне! Слідкуйте за вином, що випливає з Його руки. . . |                                                                |               |                 |             |
| 6 | Неймовірне співчуття (Indescribable Compassion)                | Чад Гундерсен | Даллас Дженкінс | 26.11.2019  |
| Тривалість — 52 хвилини У цьому епізоді найбільшої пригоди в історії послідовники Ісуса задають питання, дізнавшись про свого харизматичного рабина, повільно здобуваючи віру і стаючи свідками деяких дуже неймовірних речей! Їх хвилювання зростає; люди звертають увагу - і вороги з'являються. Куди Він поведе їх? Що вони побачать далі? |                                                                |               |                 |             |
| 7 | Запрошення (Invitations)                                       | Чад Гундерсен | Даллас Дженкінс | 26.11.2019  |
| Тривалість — 37 хвилин Ісус продовжує називати Своїх послідовників, формуючи основну групу людей, які він готується до фантастичних робіт уперед. Ці учні мають різний досвід та багато особистих питань; але вони готові наслідувати свого доброго, геніального, чудотворного рабина де завгодно, куди він їде. Але він також називає важливого єврейського лідера - чи піде за цим популярним впливовим рабином? Куди їх візьме місія?                                                |                                                                |               |                 |             |
| 8 | Я - Він (I Am He)                                              | Чад Гундерсен | Даллас Дженкінс | 26.11.2019  |
| Тривалість — 59 хвилин Цей епізод, який закінчується першим сезоном Вибраних справді веселою нотою, починається з того, що апостоли збираються разом, все ще розгублені, прагнучи прийти до Царства; і закінчується зустріччю Ісуса з іноземною жінкою дуже сумнівного минулого. І з цією зустріччю його кар'єра нарешті стає загальнодоступною. |                                                                |               |                 |             |

## У ролях
= Основний акторський склад
     = Повторюваний акторський склад
     = Запрошений склад
| Персонаж заснований на реальній особі | Актор              | Сезони               | Сезони               | Сезони            | Сезони            | Сезони               |
| Персонаж заснований на реальній особі | Актор              | 1                    | 2                    | 3                 | 4                 | 5                    |
| ------------------------------------- | ------------------ | -------------------- | -------------------- | ----------------- | ----------------- | -------------------- |
| Ісус Христос                          | Джонатан Румі      | Основний персонаж    | Основний персонаж    | Основний персонаж | Основний персонаж | Основний персонаж    |
| Симон Петро                           | Шахар Ісаак        | Основний персонаж    | Основний персонаж    | Основний персонаж | Основний персонаж | Основний персонаж    |
| Марія Магдалина                       | Елізабет Табіш     | Основний персонаж    | Основний персонаж    | Основний персонаж | Основний персонаж | Основний персонаж    |
| Апостол Матвій                        | Парас Патель       | Основний персонаж    | Основний персонаж    | Основний персонаж | Основний персонаж | Основний персонаж    |
| Апостол Андрій                        | Ной Джеймс         | Основний персонаж    | Основний персонаж    | Основний персонаж | Основний персонаж | Основний персонаж    |
| Зохара                                | Яніс Дардаріс      | Основний персонаж    | Не з'являється       | Не з'являється    | Не з'являється    | Запрошена зірка      |
| Еден                                  | Лара Сільва        | Основний персонаж    | Запрошена зірка      | Основний персонаж | Основний персонаж | Основний персонаж    |
| Шмуель                                | Шаан Шарма         | Основний персонаж    | Основний персонаж    | Основний персонаж | Основний персонаж | Основний персонаж    |
| Зеведей                               | Нік Шакур          | Основний персонаж    | Основний персонаж    | Основний персонаж | Основний персонаж | Основний персонаж    |
| Апостол Іван                          | Джордж Х. Ксантіс  | Основний персонаж    | Основний персонаж    | Основний персонаж | Основний персонаж | Основний персонаж    |
| Яків Праведний                        | Шаян Собхіан       | Основний персонаж    | Не з'являється       | Не з'являється    | Не з'являється    | Не з'являється       |
| Яків Праведний                        | Кіан Кавусі        | Основний персонаж    | Не з'являється       | Не з'являється    | Не з'являється    | Не з'являється       |
| Яків Праведний                        | Абе Буено-Джаллад  | Не з'являється       | Основний персонаж    | Основний персонаж | Основний персонаж | Основний персонаж    |
| Никодим                               | Ерік Аварі         | Основний персонаж    | Не з'являється       | Не з'являється    | Не з'являється    | Періодичний персонаж |
| Квінт                                 | Брендон Поттер     | Основний персонаж    | Періодичний персонаж | Основний персонаж | Основний персонаж | Не з'являється       |
| Гай                                   | Кірк Б. Р. Воллер  | Основний персонаж    | Періодичний персонаж | Основний персонаж | Основний персонаж | Основний персонаж    |
| Апостол Юда                           | Джавані Каїр       | Основний персонаж    | Основний персонаж    | Основний персонаж | Основний персонаж | Основний персонаж    |
| Яків, син Алфея                       | Джордан Вокер Росс | Основний персонаж    | Основний персонаж    | Основний персонаж | Основний персонаж | Основний персонаж    |
| Апостол Фома                          | Джої Вахеді        | Запрошена зірка      | Основний персонаж    | Основний персонаж | Основний персонаж | Основний персонаж    |
| Рама                                  | Ясмін Аль-Бустамі  | Запрошена зірка      | Основний персонаж    | Основний персонаж | Основний персонаж | Запрошена зірка      |
| Свята Діва Марія                      | Ванесса Бенавенте  | Запрошена зірка      | Основний персонаж    | Основний персонаж | Основний персонаж | Основний персонаж    |
| Апостол Пилип                         | Йоші Баррігас      | Не з'являється       | Основний персонаж    | Основний персонаж | Не з'являється    | Не з'являється       |
| Апостол Пилип                         | Реза Діако         | Не з'являється       | Не з'являється       | Не з'являється    | Основний персонаж | Основний персонаж    |
| Нафанаїл (послідовник Ісуса)          | Остін Рід Аллеман  | Не з'являється       | Основний персонаж    | Основний персонаж | Основний персонаж | Основний персонаж    |
| Симон Зелот                           | Алаа Сафі          | Не з'являється       | Основний персонаж    | Основний персонаж | Основний персонаж | Основний персонаж    |
| Юсіф                                  | Іван Яссо          | Періодичний персонаж | Періодичний персонаж | Основний персонаж | Основний персонаж | Основний персонаж    |
| Тамар                                 | Амбер Шана Вільямс | Запрошена зірка      | Періодичний персонаж | Основний персонаж | Основний персонаж | Основний персонаж    |
| Аттик Емілій                          | Ілля Олександр     | Не з'являється       | Періодичний персонаж | Основний персонаж | Основний персонаж | Основний персонаж    |

| Персонаж        | Актор                   | Кількість епізодів та рік |
| --------------- | ----------------------- | ------------------------- |
| Никодим         | Ерік Аварі              | 8 епізодів, 2019          |
| Симон Петро     | Шахар Ісаак             | 8 епізодів, 2019          |
| апостол Андрій  | Ной Джеймс              | 8 епізодів, 2019          |
| апостол Матвій  | Парас Патель            | 8 епізодів, 2019          |
| Ісус з Назарету | Джонатан Румі           | 8 епізодів, 2019          |
| Зебедей         | Нік Шакур               | 8 епізодів, 2019          |
| Еден            | Лара Сільва             | 8 епізодів, 2019          |
| Марія Магдалина | Елізабет Табіш          | 8 епізодів, 2019          |
| апостол Іван    | Джордж Гаррісон Ксантіс | 8 епізодів, 2019          |
| апостол Тадей   | Джавані Каїр            | 6 епізодів, 2019          |
| Зохара          | Яніс Дардаріс           | 6 епізодів, 2019          |
| Раб             | Марк Ернандес           | 6 епізодів, 2019          |
| Квінт           | Брендон Поттер          | 6 епізодів, 2019          |
| Яків Менший     | Джордан Уокер Росс      | 6 епізодів, 2019          |
| Юсиф            | Іван Яссо               | 5 епізодів, 2019          |
| Шмуель          | Шаан Шарма              | 5 епізодів, 2019          |
| Гай             | Кірк Б.Р. Воллер        | 5 епізодів, 2019          |
| Шула            | Енн Бейер               | 4 епізоди, 2019           |
| Жінка з Кани    | Патті Бріндлі           | 4 епізоди, 2019           |